# Ibn al-Kardabūs
Ibn al-Kardabus o Ibn al-Kardabūs (fl. siglo XII) fue un historiador tunecino, tal vez de origen andalusí
Nació en Tozeur (Túnez), estudio hadiz y jurisprudencia con el tradicionalista Abū Ṭāhir al-Silafī en Alejandría. Su obra más conocida es Kitab al-iktifa' fi ajbar al-julafa conocido como  Kitab al-iktifa en español Historia de al-Andalus. Abarca la historia de al-Ándalus desde la conquista hasta la época del califa almohade Abu Yusuf Yaqub al-Mansur. Falleció en Túnez

## Edición
- Ibn al-Kardabus (2008). Historia de al-Andalus. trad. Felipe Maíllo Salgado. akal. ISBN 978-84-460-2787-4.